# ولاية قندهار

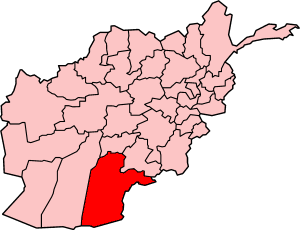
ولاية قندهار

ولاية قندهار (بالبشتو: کندهار) إحدی کبری الولايات الـ 34 بأفغانستان تقع جنوبي البلاد، عاصمتها مدينة قندهار.

## السكان
حوالي 886.000 نسمة.

## المساحة
54.0220 کيلو متر مربع.

## فرق التوقيت
04:30 + UTC

## التسمية
تدور نقاشات ساخنة حول کيفية تسمية محافظة قندهار ولکن يرجح البعض أنها مقتبسة من کلمة Grandhara وهي مملکة مجاورة للحدود الأفغانية الکشميرية وأما نظرية أخری فتقول أنها ترجمة حرفية للأسماء المقدونية والتي إختارها الإمبراطور الإسكندر الأکبر من أجل تسمية المدن.

## التاريخ
يرجع تاريخ قندهار إلی 3120 سنة قبل الميلاد. اکتشف الإسكندر الأکبر مدينة قندهار ولکنها أصحبت هدفاً للإمبراطوريات العالمية نظراً لکونها منطقة إستراتيجية.
دخل الإسلامُ قندهار في عهد العباسيين وثم الأتراك ولاحقاً وبالتحديد توسعت رکائز الإسلام مع العرب في القرن السابع الميلادي.
سيطر أحمد شاه الدراني علی قندهار في 1747 وحوّلها إلی عاصمة أفغانستان في 1748 إثر قيام مملکته البشتونية الخاصة هناك ولکن لم يمضِ المزيد إلا وأن قندهار کعاصمة انتقلت إلی محافظة کابول في عام 1780. أُقيم ضريح أحمد شاه الدوراني بقندهار ولا يزال موجوداً.
احتلت القوات البريطانية قندهار خلال الحرب الأفغانية الإنکليزية الأولی من 1832 إلی 1842 ثم کررت الاحتلال إثر معرکتها الثانية مع الأفغان في 1878 إلی 1880.
احتلت الجيش السوفييتي قندهار فی 1979 واستمر الاحتلال حتی عام 1989 ولکن بفضل المجاهدين الأفغان، تکسّرت شوکة الروس وتحررت قندهار في نهاية عام 1989.
في ختام 1994، ظهرت حرکة طالبان الإسلامية فی المدينة وشدّدت قبضتها علی معظم أرجاء أفغانستان وبدأت تتحدی المجاهدين الأفغان المخضرمين. استمرت الحروب وبدأت حملة عالمية لمقاتلة عناصر طالبان حتی تم القضاء عليها بعد أحداث 11 سبتمبر 2001. ظهر کُل آغا شيرزي کحاکم لمحافظة قندهار الجنوبية مجدداً بعد أن کان والياً لها قبيل ظهور طالبان.

## التعليم
تأثر التعليم في قندهار بسبب نقص الکتب المدرسية والحروب الدائرة هناك بين عناصر طالبان والقوات الدولية. تم إغلاق أکثر من 150 مرکز تعليمي بقندهار في الآونة الأخيرة إثر معارك دامية تدور هناك کل يوم تقريباً وحسب وزارة التعليم الأفغانية فإن أکثر من 50 مدرسة تعرّضت لهجمات مسلحة في العام الحالي وحده وأکثر من 60000 طالب وطالبة لم يتمکنوا من مواصلة تعليمهم نتيجة الهجمات الانتحارية علی قوات الناتو والجنود الأفغان.
جامعة قندهار بمثابة أکبر مرکز تعليمي فی المدينة وبالتعاون مع اتحاد التنمية الآسيوي تولّت مشروعات تعليمية عدة لتدريب وتثقيف الطالبات الخريجات من الصف الثاني عشر وإعدادهن للمشارکة في اختبار دخول الجامعة.

## الاقتصاد والتجارة
تکثر بقندهار آبار ومياه مما تؤدي إلی تطوير القطاع الزراعي. تشتهر قندهار بکثرة البساتين، الحدائق، العنب، البطيخ والرمان لکن کافة هذه المنتجات الزراعية تضررت بوجود ألغام أرضية منتشرة ومخلفات الجيش السوفييتي السابق.
تلعب الدول المجاورة مثل باکستان وإيران وکذلك الولايات المتحدة الأمريکية دوراً رئيسياً فی تنمية قطاعي الاقتصاد والزراعة بقندهار.

## السياسة والحکومة
حکم کُل آغا شيرزي قندهار قبل وعقب حرکة طالبان ولکن نظراً لضغوط صارخة مارستها بعض الجهات لتنحيه، قام الرئيس الأفغاني حامد کرزاي بعزله عن المنصب في 2004.
مارس البشتون حکمهم في قندهار لأکثر من 250 سنة ويحکي التاريخ أن معظم الحکام الأفغان کانوا من قندهار مثل أحمد شاه الدوراني، عبد الرحمن خان، نادر خان، محمد ظاهر شاه ووصولاً إلی حامد کرزي.
تتکوّن ولاية قندهار من 17 مديرية والتي يديرها الحاکم الخاص لها. يدير قندهار حاليا الوالي محمد يوسف وفا (أغسطس 2021-).
مديريات قندهار کالتالي:
أرغنداب، أرغستان، دامان، غورک، مدينة قندهار، کاريزک، معروف، ميوند، بنجوايي، ريغ، شاه ولی کوت، شورابک، سبين بولدک، ميانة شين، زهاري ونايش.